# Поштам, Педжман
Педжман Поштам (перс. پژمان پشتام‎; род. 11 января 1994, Baqershahr, Тегеран) — иранский борец греко-римского стиля, бронзовый призёр чемпионата мира 2021 года, чемпион Азии.

## Карьера
Педжман Поштам родился в 1994 году. С 2015 года выступает на различных международных соревнованиях по борьбе.
В 2020 году на чемпионате Азии, который проходил в Нью-Дели, в категории до 77 кг, он завоевал серебряную медаль, уступив в финале спорстмену из Казахстана Тамерлану Шадукаеву. На аналогичном турнире в 2021 году, в казахстанской Алмате иранский борец стал чемпионом Азии, поборов в финальной схвате спортсмена из Таджикистана Далера Резу Заде.
На чемпионате мира 2021 года, который проходил в октябре в норвежской столице Осло, в категории до 82 килограмм, иранец стал обладателем бронзовой медали, уступив в полуфинале турецкому борцу Бурхану Акбудаку.

## Достижения
- Чемпионат Азии по борьбе 2020 — ;
- Чемпионат Азии по борьбе 2021 — ;
- Чемпионат мира по борьбе 2021 — ;